# Ганголф II фон Хоенгеролдсек
Ганголф II фон Хоенгеролдсек (на немски: Gangolf II von Hohen-Geroldseck; * пр. 1503; † сл. 1544) е господар на господството Хоенгеролдсек и Зулц и фогт в Елзас.

## Произход
Той е син на Ганголф I фон Хоенгеролдсек († 1513), господар на Шенкенбург, и съпругата му Кунигунда фон Монфор-Ротенфелс-Васербург († сл. 1498), дъщеря на граф Хуго XIII (XI) фон Монфор-Ротенфелс-Арген-Васербург († 1491) и първата му съпруга Елизабет фон Верденберг-Хайлигенберг († 1488). По друг източник той е син на брата на Ганголф I, Диполт II фон Хоенгеролдсек († 1499) и съпругата му Елизабет фон Родемахерн († сл. 1463).

## Фамилия
Ганголф II фон Хоенгеролдсек се жени ок. 1523 г. за графиня Анна фон Линдов-Рупин (* пр. 1507; † 21 юни 1528), дъщеря на граф Йоахим I фон Линдов-Рупин († 1507) и Маргарета фон Хонщайн († 1508), дъщеря на граф Йохан I (II) фон Хонщайн-Фирраден († 1498) и принцеса Анна (Агнес) фон Анхалт-Цербст († 1492). Те имат три деца:
- Анна Магдалена фон Хоенгеролдсек (1525 – 1589), омъжена за граф Йоахим фон Лупфен (* 15 март 1523; † 12 януари 1562), ландграф на Щюлинген, син на граф Георг фон Лупфен († 1546) и Анна фон Ербах-Ербах († 1551)
- Квирин Ганголф фон Хоенгеролдсек (1527 – 1569), женен на 10 юли 1558 г. в Енген за графиня Мария фон Хонщайн († 24 август 1565 или 24 юли 1567), дъщеря на граф Ернст V фон Хонщайн-Клетенберг († 1552) и графиня Анна фон Бентхайм († 1559)
- Валтер фон Хоенгеролдсек (* 1528; † 13 май 1528)